# Physatocheila smreczynskii
Physatocheila smreczynskii är en halvvingeart som beskrevs av William Edward China 1952. Physatocheila smreczynskii ingår i släktet Physatocheila, och familjen nätskinnbaggar. Arten är reproducerande i Sverige.